# آب‌پیمائیان
آب‌پیمائیان (نام علمی: Gerrinae) نام یک زیرخانواده از تیره آب‌پیمایان است.